# 計量化学
計量化学（けいりょうかがく、chemometrics）とは、数理科学、統計学、機械学習、パターン認識、データマイニングなどの手法により、（広義の）化学分野における諸問題を解決しようとする分野である。量子化学、計算化学と同じく計算機を多用する分野ではあるが、前者が理論的に（時に実験データを全く用いずに）分子の構造や性質等を求めるのに対し、計量化学では実験で得られた（多くの場合）大量のデータに対し、次元の圧縮・視覚化・回帰・判別・分類などを行うことによって、より構造的に理解しやすい形に加工し、実験結果の解釈に重要な情報を提供することを目的とする分野を指す。
計量化学的な研究そのものは、かなり古くから行われてきたと考えられるが、分野として産声を上げたのは、1960年代後半から1970年代前半にかけて、コワルスキ （B. R. Kowalski, アメリカ）、ウォルド（S. Wold, スウェーデン）らの活躍によってであり、当時は主として分析化学の分野への応用という形で発展が始められた。「ケモメトリックス (chemometrics)」と言う用語は、ウォルドによって初めて用いられた。日本ではほぼ時を同じくして分析化学分野を中心に導入と発展が始められた。「計量化学」という単語は分析化学者であった宗森信（当時大阪府立大学）によって初めて用いられたと考えられている。
近年ではバイオインフォマティクス、ケモインフォマティクス、医薬品分子設計分野との融合も行われ、その応用は普遍化してきているとされる。用いられる手法もSIMCA (Soft independent modelling of class analogies)、重回帰分析、KNN (k-nearest neighbor algorithm) といったものから、部分的最小二乗回帰（PLS回帰）、クラスター分析、ニューラルネットワークなどが使用されるようになり、現在では遺伝的アルゴリズム、ウェーブレット変換、AdaBoost (AdaBoost)、Bagging (Bootstrap aggregating)、ノンパラメトリック回帰 (Nonparametric regression)、決定木、相関ルール (Association rule learning)、自己組織化写像、独立成分分析など、多彩な方法が用いられている。計量化学の研究から誕生、発展した手法や、主として計量化学で用いられている手法（近赤外分光法による定量分析などに多用されているPLSは、「主として計量化学で用いられている手法」のひとつである）も多い。今後の発展が期待される分野のひとつである。